# خانه (فیلم ۱۹۹۷)
خانه (لیتوانیایی: Namai) یک فیلم به کارگردانی شاروناس بارتاس است که در سال ۱۹۹۷ منتشر شد. از بازیگران آن می‌توان به ولری برونی تدسکی، الکس دسکاس، و لئوس کاراکس اشاره کرد.